# Bosiljevo (Karlovac)
Bosiljevo (Duits: Wasseil) is een gemeente in de Kroatische provincie Karlovac.
Bosiljevo telt 1486 inwoners. De oppervlakte bedraagt 111 km², de bevolkingsdichtheid is 13,4 inwoners per km².
Steden (gradovi): Karlovac · Duga Resa · Ogulin · Ozalj · Slunj

Gemeenten (općine): Barilović · Bosiljevo · Cetingrad · Draganić · Generalski Stol · Josipdol · Kamanje · Krnjak · Lasinja · Netretić · Plaški · Rakovica · Ribnik · Saborsko · Tounj · Vojnić · Žakanje